# Asana

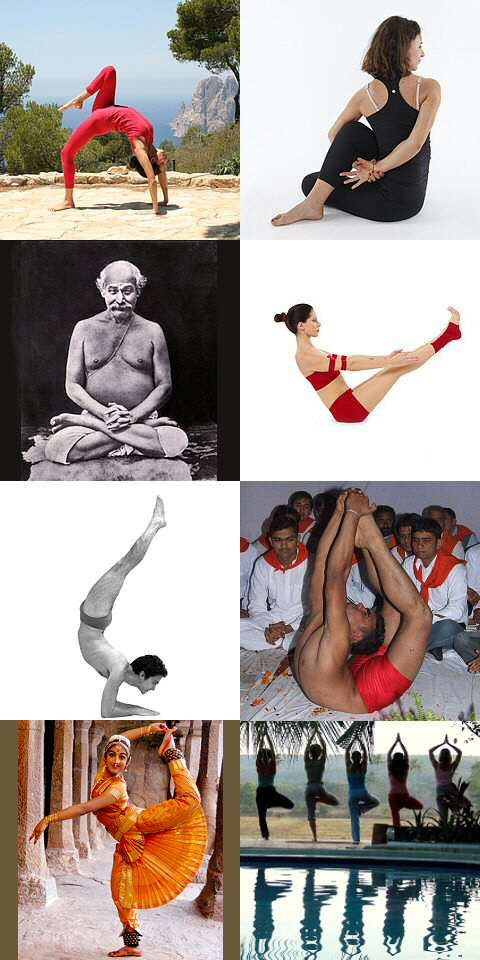
Asana trong bối cảnh khác nhau. Trái sang phải, từ trên xuống dưới: Eka Pada Chakrasana; Ardha Matsyendrasana; Padmaana; Navasana; Pincha Mayurasana; Dhanurasana; Natarajasana; Vrkshana

Asana là một tư thế cơ thể, khởi đầu và cho đến nay vẫn là một thuật ngữ chung cho tư thế ngồi thiền, và sau đó được mở rộng trong hatha yoga và yoga hiện đại như tập thể dục, với bất kỳ tư thế nào, thêm các tư thế nghiêng, đứng, đảo ngược, vặn xoắn và cân bằng. Yoga Sutras of Patanjali định nghĩa "asana" là "[một vị trí] ổn định và thoải mái". Patanjali đề cập đến khả năng ngồi trong thời gian dài là một trong tám chi của hệ thống của mình. Asana còn được gọi là tư thế yoga.
Các tác phẩm Goraksha Sataka thế kỷ thứ 10 hoặc 11 và Hatha Yoga Pradipika thế kỷ 15 xác định 84 asana; thế kỷ 17 Hatha Ratnavali cung cấp một danh sách 84 asana khác, mô tả một số trong số họ. Trong thế kỷ 20, chủ nghĩa dân tộc Ấn Độ ủng hộ văn hóa thể chất để đáp lại chủ nghĩa thực dân. Trong môi trường đó, những người tiên phong như Yogendra, Kuvalayananda và Krishnamacharya đã dạy một hệ thống asana mới (kết hợp các hệ thống tập thể dục cũng như hatha yoga truyền thống). Trong số các học sinh của Krishnamacharya có các giáo viên yoga Ấn Độ có ảnh hưởng bao gồm Pattabhi Jois, người sáng lập Ashtanga vinyasa yoga và B. K. S. Iyengar, người sáng lập yoga Iyengar. Họ cùng nhau mô tả thêm hàng trăm asana, làm sống lại sự phổ biến của yoga và đưa nó đến thế giới phương Tây. Nhiều asana khác đã được nghĩ ra kể từ khi tác phẩm Light on Yoga năm 1966 của Iyengar ra đời, mô tả khoảng 200 asana. Hàng trăm tư thế khác đã được Dharma Mittra.minh họa.
Asana được tuyên bố là cung cấp cả lợi ích tinh thần và thể chất trong các văn bản yoga hatha thời trung cổ. Gần đây, các nghiên cứu đã cung cấp bằng chứng cho thấy chúng cải thiện tính linh hoạt, sức mạnh và sự cân bằng; để giảm căng thẳng và các điều kiện liên quan đến nó; và đặc biệt để giảm bớt một số bệnh như hen suyễn  và bệnh tiểu đường.
Asana đã xuất hiện trong văn hóa trong nhiều thế kỷ. Nghệ thuật tôn giáo Ấn Độ mô tả các nhân vật của Phật, Shiva và Jain tirthankara ở vị trí hoa sen và các tư thế ngồi thiền khác, và ở vị trí "hoàng gia nhẹ nhàng", lalitasana. Với sự phổ biến của yoga như tập thể dục, asana thường xuất hiện trong tiểu thuyết và phim, và đôi khi cũng có mặt trong quảng cáo.